# Kuzul ar Brezhoneg
 (janvier 2011).
Si vous disposez d'ouvrages ou d'articles de référence ou si vous connaissez des sites web de qualité traitant du thème abordé ici, merci de compléter l'article en donnant les références utiles à sa vérifiabilité et en les liant à la section « Notes et références ».
Kuzul ar Brezhoneg (en français Conseil de la langue bretonne) est une confédération d’associations culturelles de langue bretonne travaillant dans le domaine de l'édition.

## Membres
Il s’agit d’une confédération d’associations culturelles de langue bretonne, qui regroupe essentiellement des associations œuvrant dans le domaine de l’édition (publications et livres), comme Al Lanv, Al Liamm, Hor Yezh, Bannoù-Heol, l’apprentissage de la langue aux adultes, comme Skol Ober, ou les relations interceltiques. 
Ces associations éditent dans l'orthographe unifiée du breton, qui est l'orthographe aujourd'hui de la majorité des publications hors même de la confédération. Les associations confédérées sont indépendantes mais travaillent en synergie.

## Origine
Elle fut instituée en 1958 en réaction à la création de la Fondation culturelle bretonne.

## Actions
De nos jours[évasif], outre la défense et le développement de la langue bretonne, Kuzul ar Brezhoneg est principalement un outil logistique au service de ses membres : gestion des abonnements, relations avec les métiers de l’imprimerie et de la presse, publicité, pré-presse, etc. Il délivre également une aide au public par des traductions, des renseignements, etc.
Kuzul ar Brezhoneg décerne des prix littéraires (comme le prix Xavier de Langlais).

## Polémique
Le Kuzul a été accusé de n'orienter son action qu'envers ses sympathisants plutôt que vers l'opinion publique ou les pouvoirs publics. Cette activité visant à privilégier l'usage du breton est considérée comme autocentrée par ses détracteurs, et le ferait passer pour une sorte de micro-société militante.

### Liens
- Site du Kuzul